# Kalkan, Kaş
Kalkan là một thị trấn thuộc huyện Kaş, tỉnh Antalya, Thổ Nhĩ Kỳ. Dân số thời điểm năm 2011 là 3.247 người.